# Aus Mangel an Beweisen (Fernsehserie)
Aus Mangel an Beweisen ist eine Krimi-Serie des US-amerikanischen Filmproduzenten David E. Kelley, die auf dem 1987 veröffentlichten Roman Aus Mangel an Beweisen von Scott Turow basiert. Die acht Folgen umfassende erste Staffel wurde im Sommer 2024 ausgestrahlt. Eine zweite Staffel wurde angekündigt.

## Handlung
Rusty Sabich ist ein erfolgreicher leitender Staatsanwalt in Chicago. Als seine Kollegin Carolyn Polhemus ermordet wird, wird er mit der Aufklärung des Falls beauftragt. Als herauskommt, dass er eine Affäre mit der Ermordeten hatte, wird er selbst zum Hauptverdächtigen.

## Besetzung und Synchronisation
Die Synchronisation wurde von FFS Film- & Fernseh-Synchron in Berlin produziert. Das Dialogbuch stammt von Christian Gundlach, der auch die Dialogregie führte.
| Rolle                | Darsteller              | Synchronisation    |
| -------------------- | ----------------------- | ------------------ |
| Rusty Sabich         | Jake Gyllenhaal         | Marius Clarén      |
| Barbara Sabich       | Ruth Negga              | Kaya Marie Möller  |
| Raymond Horgan       | Bill Camp               | Tilo Schmitz       |
| Nico Della Guardia   | O. T. Fagbenle          | Dennis Schmidt-Foß |
| Carolyn Polhemus     | Renate Reinsve          | Marie Bierstedt    |
| Tommy Molto          | Peter Sarsgaard         | Timmo Niesner      |
| Det. Alana Rodriguez | Nana Mensah             | Aline Staskowiak   |
| Jaden Sabich         | Chase Infiniti          |                    |
| Kyle Sabich          | Kingston Rumi Southwick |                    |
| Lorrain Horgan       | Elizabeth Marvel        | Sabine Falkenberg  |
| Judge Lyette         | Noma Dumezweni          | Anke Reitzenstein  |

## Produktion und Veröffentlichung
Im Februar 2022 wurde bekannt, dass Apple TV die Serienproduktion in Auftrag gegeben hatte und David E. Kelley für das Drehbuch verantwortlich zeichnet und auch Showrunner der Serie ist. Im Dezember desselben Jahres wurde die Hauptrolle an Jake Gyllenhaal vergeben.
Die Dreharbeiten begannen im Februar 2023 in Pasadena, Kalifornien. Die erste Staffel wurde im Sommer 2024 über Apple TV+ ausgestrahlt.  Die Serie wurde um eine zweite Staffel verlängert.